# Вайгач
Вайгач — острів у Північному Льодовитому океані, на межі Баренцева і Карського моря; відокремлений від берега материка протокою Югорський Шар, а від Нової Землі — протокою Карські Ворота. Входить до складу Ненецького автономного округу Архангельської області Росії.

## Географія
- площа 3383 км²,
- довжина близько 100 км,
- ширина до 45 км,
- середні температури: −20 °C (лютий), 5 °C (червень).

Західні береги острова мають багато заток, східні менш порізані, нерідко скелясті. Поверхня острова рівнинна, в середній частині розташовано 2 паралельних пасма заввишки до 140—170 м. Складений головним чином глинястими сланцями, пісковиками і вапняками нижнього палеозою та пермі.
Клімат холодний. Середня температура лютого -20°С, червня близько 5°С. Більшість річок незначні по довжині (20-40 км), рясніють порогами і водоспадами. Численні болота і невеликі озера. Покритий тундровою рослинністю.
На північному узбережжі селища Вайгач і Довга Губа, на південному — Варнек.
Ім'я острова походить від ненецького та перекладається як «алювіальний берег». До XIX століття острів був важливим капищем ненців, де стояли дерев'яні ідоли, пофарбовані кров'ю священних тварин, перш за все північних оленів. Не зважаючи на перехід ненців до християнства, ненці все ще відзначають язичницькі свята.

## Природний заповідник
У 2007 році Всесвітній фонд природи (WWF) та уряд Росії затвердили природний заповідник на острові Вайгач. Навколишні моря острова є середовищем існування для багатьох морських ссавців, таких як моржі, тюлені та кити, що перебувають під загрозою зникнення.